# Ryūji Bando
Ryūji Bando (播戸竜二?, Bando Ryūji; Himeji, 2 agosto 1979) è un ex calciatore giapponese, di ruolo attaccante.

## Carriera

### Nazionale
Ha partecipato ai mondiali Under-20 del 1999 arrivando in finale.

## Palmarès

### Club

#### Competizioni nazionali
- Coppa dell'Imperatore: 2

Gamba Osaka: 2008, 2009
- Coppa J.League: 1

Gamba Osaka: 2007
- Supercoppa del Giappone: 1

Gamba Osaka: 2007

#### Competizioni internazionali
- AFC Champions League: 1

Gamba Osaka: 2008
- Pan-Pacific Championship: 1

Gamba Osaka: 2008